# Kim Kyu-min
Kim Kyu-min (coreano: 김규민; 28 dicembre 1990) è un pallavolista sudcoreano.
Gioca nel ruolo di centrale nei Korean Air Jumbos.

## Carriera
La carriera di Kim Kyu-min inizia nei tornei scolastici sudcoreani, prima di giocare per la Kyonggi University. Nella stagione 2013-14 fa il suo esordio da professionista in V-League, selezionato come quinta scelto del primo turno del draft dal Rush & Cash Vespid: gioca per tre annate nel club, poi rinominato OK Rush & Cash, vincendo due scudetti consecutivi e il V.League Top Match 2015.
Nel campionato 2016-17 approda per un biennio ai Samsung Bluefangs, mettendosi in mostra come miglior centrale nel campionato seguente; nel 2018 riceve le prime convocazioni nella nazionale sudcoreana. Per la stagione 2018-19 si trasferisce ai Korean Air Jumbos. Con la nazionale, nel 2022, conquista la medaglia di bronzo alla Volleyball Challenger Cup.

## Palmarès

### Club
- Campionato sudcoreano: 2

2014-15, 2015-16
- V.League Top Match: 1

2015

### Nazionale (competizioni minori)
- Volleyball Challenger Cup 2022

### Premi individuali
- 2018 - V-League: Miglior centrale
- 2019 - V-League: Miglior centrale
- 2020 - V-League: Miglior centrale